# Kurt Schneider
Pour les articles homonymes, voir Schneider.
Kurt Schneider,  né le 7 janvier 1887 à Crailsheim, mort le 27 octobre 1967 à Heidelberg, est un psychiatre allemand.
En 1950, il publie un livre, Psychopathologie clinique, qui a eu une grande influence au niveau des définitions de la schizophrénie. Après Eugene Bleuler, il en revient aux idées de Emil Kraepelin, qui se voulaient plus descriptives et moins centrées sur les processus de la maladie. Il a été l'élève de Karl Jaspers. Il décrit alors des « symptômes de premier rang » qui sont notamment ce qui permet de distinguer le vécu du schizophrène de celui de l'homme « normal ». Ce qu'il explique devrait permettre d'effectuer un diagnostic différentiel d'autres maladies. 
La liste suivante a été établie :
- Audition de voix ou pensées exprimées à voix haute ;
- Voix qui argumentent entre elles ;
- Voix qui commentent le comportement ou les pensées ;
- Perceptions délirantes ;
- Expériences d'influences corporelles ;
- Expériences d'influences des pensées ;
- Impulsions provenant d'influences extérieures ;
- Volonté contrôlée par des forces extérieures ;
- Pensées volées par des forces extérieures ou d'autres personnes ;
- Interférences de pensées par d'autres pensées ;
- Publication de pensées.

Cette vision de la schizophrénie est celle qui a inspiré les grandes et discutées classifications (DSM et CIM. Schneider a été influencé par la psychanalyse.